# Jim Duggan
James Edward Duggan Jr., lepiej znany z pseudonimu ringowego jako "Hacksaw" Jim Duggan (ur. 14 stycznia 1954 w Glens Falls) – amerykański profesjonalny wrestler należący do federacji World Wrestling Entertainment. W latach 80. XX wieku walczył dla federacji WWE oraz WCW. W 2011 roku został wprowadzony do Hall Of Fame. W 2012 powrócił na Royal Rumble.
Urodził się i dorastał w Glens Falls w stanie Nowy Jork w wierze prezbiteriańskiej. Jego ojciec był szefem policji City of Glens Falls. W szkole średnie trenował futbol amerykański, zapasy i koszykówkę. W New York State High School otrzymał tytuł mistrza wrestlingu. Uczęszczał na Ohio State University. Zdobył tytuł Bachelor’s degree na wydziale botaniki w Southern Methodist University. Trafił do Atlanta Falcons National Football League. W latach 1979–1982 stał się profesjonalnym wrestlerem.
8 kwietnia 1989 poślubił Debrę Haynes. Mają dwie córki: Celię i Rebeccę.